# Михайловський (Куйбишевський район)
Михайловський (рос. Михайловский) — селище в Куйбишевському районі Калузької області Російської Федерації.
Населення становить 55 осіб. Входить до складу муніципального утворення Селище Бетлиця.

## Історія
Від 2004 року входить до складу муніципального утворення Селище Бетлиця.

## Населення
| 2002 | 2010 |
| ---- | ---- |
| 53   | ↗55  |